# خطوط آلاسكا الجوية الرحلة 1282
كانت رحلة خطوط آلاسكا الجوية رقم 1282 رحلة داخلية مجدولة تديرها خطوط آلاسكا الجوية من مطار بورتلاند الدولي في بورتلاند، أوريغون، إلى مطار أونتاريو الدولي في أونتاريو، كاليفورنيا. انفجرت سدادة الباب (هيكل مثبت ليحل محل باب مخرج طوارئ اختياري) على متن طائرة بوينج 737 ماكس 9 بعد وقت قصير من الإقلاع في 5 يناير 2024، مما تسبب في انخفاض ضغط غير متحكم فيه للطائرة. عادت الطائرة إلى بورتلاند للهبوط اضطراريا. نجا جميع الركاب البالغ عددهم 171 راكبا وأفراد الطاقم الستة من الحادث، فيما أصيب ثلاثة منهم بجروح طفيفة. ويجري المجلس الوطني لسلامة النقل التحقيق في الحادث وبحسب تقرير أولي نُشر في 6 فبراير فإن أربعة مسامير، كانت مخصصة من المفترض أن تؤمن سدادة الباب، كانت مفقودة عندما وقع الحادث، كما أظهرت سجلات بوينج أدلة على أن السدادة أعيد تركيبها بدون مسامير قبل التسليم الأولي للطائرة.

## الطائرة والطاقم

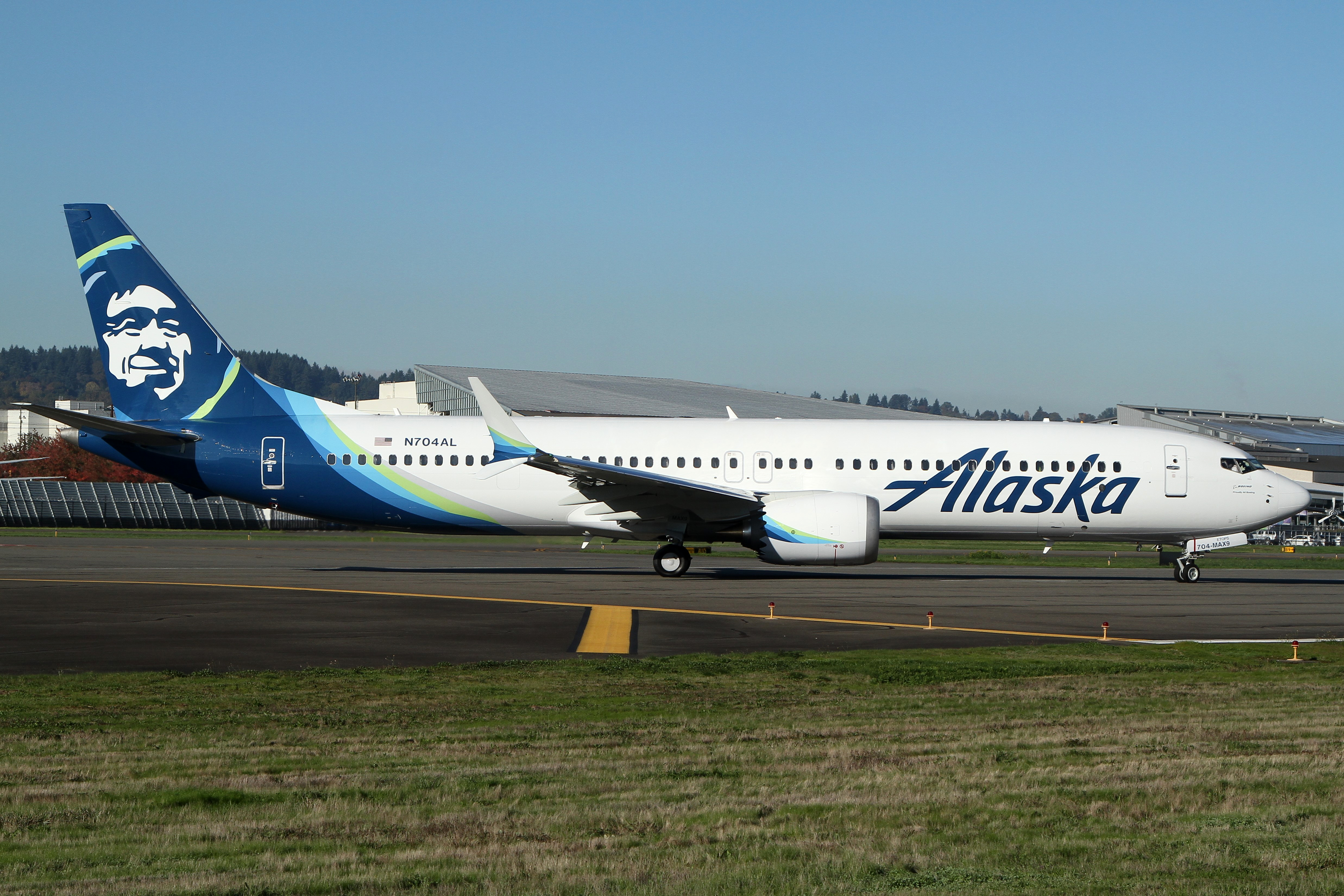
الطائرة المعنية في أكتوبر 2023

كانت الطائرة المعنية من طراز بوينج 737 ماكس 9 (يشار إليها عادة باسم طراز 737-9 في وثائق إدارة الطيران الفيدرالية الرسمية) برقم تسلسلي للشركة المصنعة 67501، ورقم خط جسم الطائرة 8789، ومسجلة برقم N704AL دخلت الخدمة قبل حوالي شهرين من وقت وقوع الحادث. حتى وقت وقوع الحادث، سجلت الطائرة 510 ساعات طيران إجمالية على مدار 154 رحلة.
تحتوي طائرة بوينج ماكس 9 على أبواب طوارئ اختيارية في الجزء الخلفي من المقصورة الوسطى، على جانبي الطائرة خلف الأجنحة. بالنسبة للطائرات التي تحتوي على أكثر من 189 مقعدًا، مثل طائرات ماكس 9 التي تديرها شركة ليون إير (220 مقعدًا) وطائرات شركة كوريندون هولاندا (213 مقعدًا)، يتطلب الأمر إضافة هذه الأبواب المنزلقة للطوارئ لتلبية المتطلبات التنظيمية المتعلقة بسرعة الإخلاء، أما الطائرات ذات التكوينات الأقل كثافة، مثل تلك التي تديرها شركة طيران ألاسكا (178 مقعدًا) وشركة الخطوط الجوية المتحدة (179 مقعدًا)، فلا تكون هذه الأبواب ضرورية، ويُستعاض عنها بمقابس مثبتة في مكانها. بالمقارنة مع ترك باب الطوارئ في مكانه، فإن المقبس يكون أخف وزناً، ويوفر نافذة ركاب بحجم كامل، كما أنه لا يتطلب التعقيدات التشغيلية والصيانة المتعلقة بالباب. في داخل الطائرة، تكون هذه المقابس مغطاة بألواح المقصورة بحيث لا تختلف في مظهرها عن ألواح النافذة العادية.
تم تصنيع قابس الباب من قبل شركة Spirit AeroSystems في ماليزيا بتاريخ 24 مارس 2023، ووصل إلى مصنع الشركة في ويتشيتا بولاية كانساس في 10 مايو، حيث جرى تجميع هيكل الطائرة، ثبت على هيكل الطائرة قبل شحنه بالقطار في 20 أغسطس لإجراء التجميع النهائي في مصنع بوينج رينتون في مدينة رينتون، واشنطن، حيث وصل بعد 11 يومًا.
بعد وصول هيكل الطائرة إلى مصنع بوينج في رينتون، عُثر على خمسة مسامير تالفة بالقرب من مقابس الباب.، أُزيل القابس حتى يتمكن موظفو Spirit AeroSystems من إصلاح المسامير، وبعد إجراء الإصلاح، أعيد تثبيت الباب، ولكن لم يُثبت بالمسامير في مكانه.
في الفنرة ما بين 27 نوفمبر و 7 ديسمبر، خضعت الطائرة لتعديلات من قبل شركة AAR Corp في منشأة في مدينة أوكلاهوما لتثبيت هوائي أقمار صناعية لتوفير خدمة الإنترنت أثناء الرحلة على الجزء الخلفي من الهيكل بالقرب من مقابس الباب، وصرحت شركة AAR في 8 يناير أنها لم تقم بأي عمل متعلق بالمقابس نفسها.
سجل قائد الطائرة الذي لم يكشف عن اسمه 12700 ساعة طيران، بما في ذلك 6500 ساعة على متن طائرة بوينج 737. أما المساعد الأول، إميلي ويبرود، كان لديه 8300 ساعة طيران، منها 1500 ساعة على متن طائرة بوينج 737.:  
بحلول 28 يونيو 2024، أعادت ألاسكا الطائرة التي تعرضت للحادث إلى شركة بوينج، المسجلة ممالك رسمي لها وفقا لتسجيل الطائرة الرسمي، فبينما تنتظر تسليم طائرة من طراز اكس 10.

## الحادثة
1. ↑  McDermott، John (5 يناير 2024). "Explosive Decompression Reported on Alaska 737 MAX". AirlineGeeks. مؤرشف من الأصل في 2024-01-06. اطلع عليه بتاريخ 2024-01-05.
2. ↑  Hradecky، Simon (6 أغسطس 2024) [January 6, 2024]. "Accident: Alaska B39M at Portland on Jan 5th 2024, emergency exit and panel separated in flight". The Aviation Herald. مؤرشف من الأصل في 2024-01-06. اطلع عليه بتاريخ 2024-01-06.
3. 1 2 3 4 5  "Aviation Investigation Preliminary Report" (PDF). المجلس الوطني لسلامة النقل. 6 فبراير 2024. DCA24MA063. مؤرشف (PDF) من الأصل في 2024-02-06. اطلع عليه بتاريخ 2024-02-06.
4. ↑  "Explainer: How is the panel that blew off a plane made and how did it break?". Reuters. 6 فبراير 2024. اطلع عليه بتاريخ 2024-10-05.
5. ↑  Gates، Dominic (5 يناير 2024). "Alaska Airlines grounds MAX 9s after door plug blows out on Portland flight". The Seattle Times. مؤرشف من الأصل في 2024-01-07. اطلع عليه بتاريخ 2024-01-06.
6. ↑  "Federal officials recommend airlines inspect door plugs on some older Boeing jets". لوس أنجلوس تايمز (بالإنجليزية الأمريكية). أسوشيتد برس. 22 Jan 2024. Archived from the original on 2024-01-23. Retrieved 2024-01-24. The door plugs are panels that seal holes left for extra doors when the number of seats is not enough to trigger a requirement for more emergency-evacuation exits. From inside the plane, they look like a regular window.
7. ↑  Insinna، Valerie؛ Hepher، Tim؛ Shepardson، David (7 يناير 2024). "Spirit Aero made blowout part but Boeing has key role". رويترز. مؤرشف من الأصل في 2024-01-07. اطلع عليه بتاريخ 2024-01-07.
8. ↑  Chokshi، Niraj؛ Walker، Mark (8 يناير 2024). "Panel on Boeing Plane May Not Have Been Properly Attached, Agency Says". The New York Times. مؤرشف من الأصل في 2024-01-24. اطلع عليه بتاريخ 2024-01-24.
9. ↑  "Jet service firm AAR says it did no work near Alaska Air's exit panel". Reuters. 8 يناير 2024. اطلع عليه بتاريخ 2024-01-24.
10. ↑  Cleave، Kris Van؛ Krupnik، Kathryn؛ Breen، Kerry (12 سبتمبر 2024). "Alaska Airlines pilot describes moment of door blowout in first interview: "I knew something was catastrophically wrong"". CBS News. مؤرشف من الأصل في 2024-12-05. اطلع عليه بتاريخ 2024-09-12.
11. ↑  "Alaska Air returns 737 MAX 9 involved in midair blowout to Boeing". The Business Times (بالإنجليزية). 29 Jun 2024. Archived from the original on 2024-08-07. Retrieved 2024-07-02.

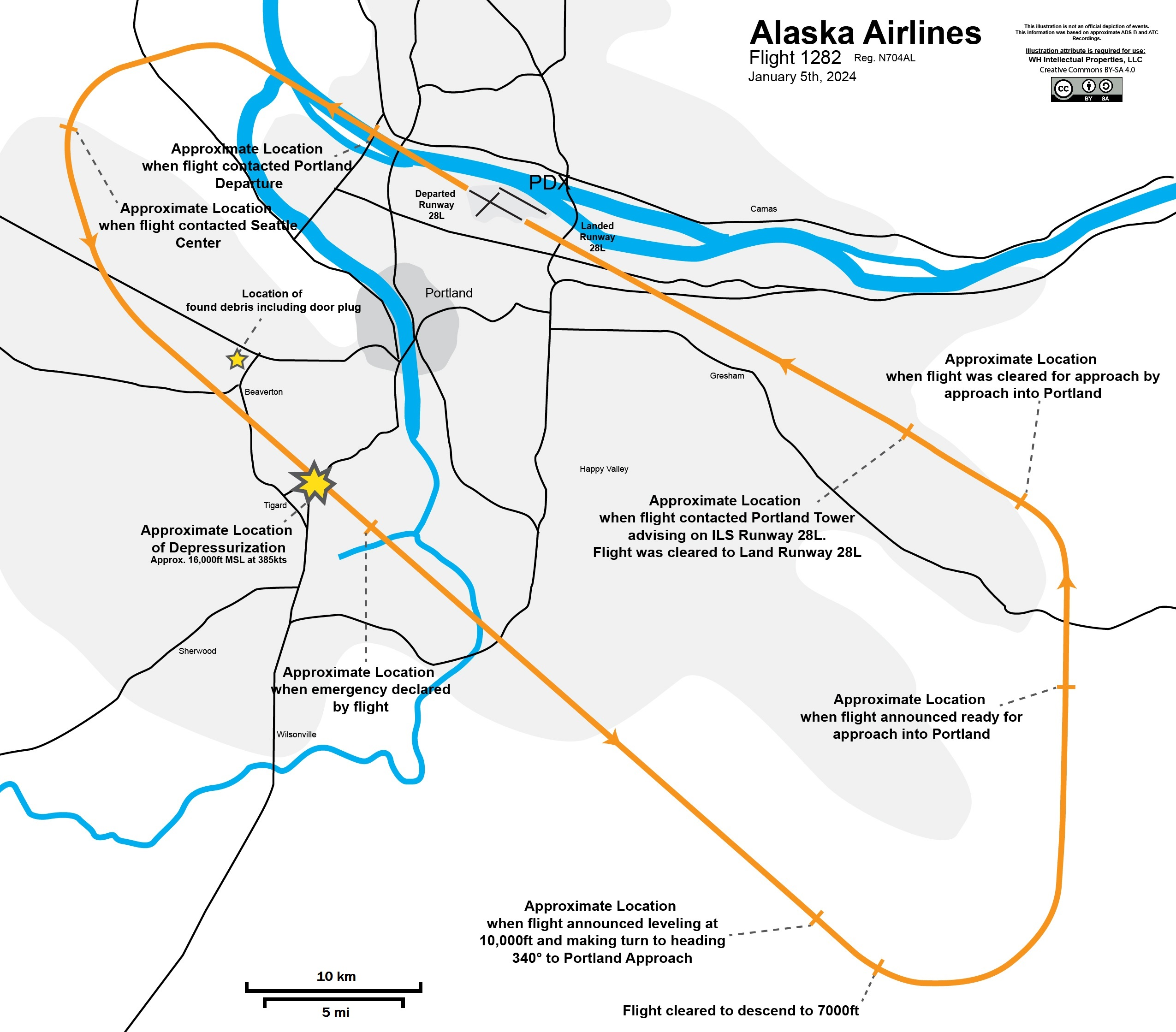
رسم توضيحي لمسار الرحلة رقم 1282 لشركة خطوط آلاسكا الجوية

أقلعت الرحلة 1282 من مطار بورتلاند الدولي في 5 يناير 2024، الساعة 5:07 مساءًا بتوقيت المحيط الهادئ. وكان على متن الطائرة ستة أفراد من الطاقم و171 راكبًا.
بعد حوالي ست دقائق من الإقلاع، انفصل القابس المثبت في المصنع الذي يسد فتحة الجانب الأيسر للباب الاختياري للطوارئ عن هيكل الطائرة، مما تسبب في حدوث فقدان السيطرة على الضغط داخل الطائرة. نُشرت أقنعة الأكسجين الخاصة بالطائرة أثناء الحادث. لم يكن هناك أحد في المقعد 26A، الذي كان بجوار الفتحة مباشرة. تعرض ثلاثة ركاب لإصابات طفيفة تطلبت عناية طبية، كما فقدت بعض أغراض الركاب عندما شُفطت خارج الفتحة.
تمزق قميص صبي مراهق كان يجلس في الصف 25 وطار خارج الطائرة؛ وقالت والدته إنها اضطرت إلى التمسك به لمنعه من الطيران أثناء عملية انخفاض الضغط. وأفاد الركاب أنهم سمعوا صوت انفجار قوي تلاه نشر أقنعة الأكسجين وهبوب رياح قوية. وقال أحد الركاب إن الركاب الآخرين الأقرب إلى الفتحة في الطائرة تمكنوا من الانتقال إلى مقاعد أخرى أبعد.

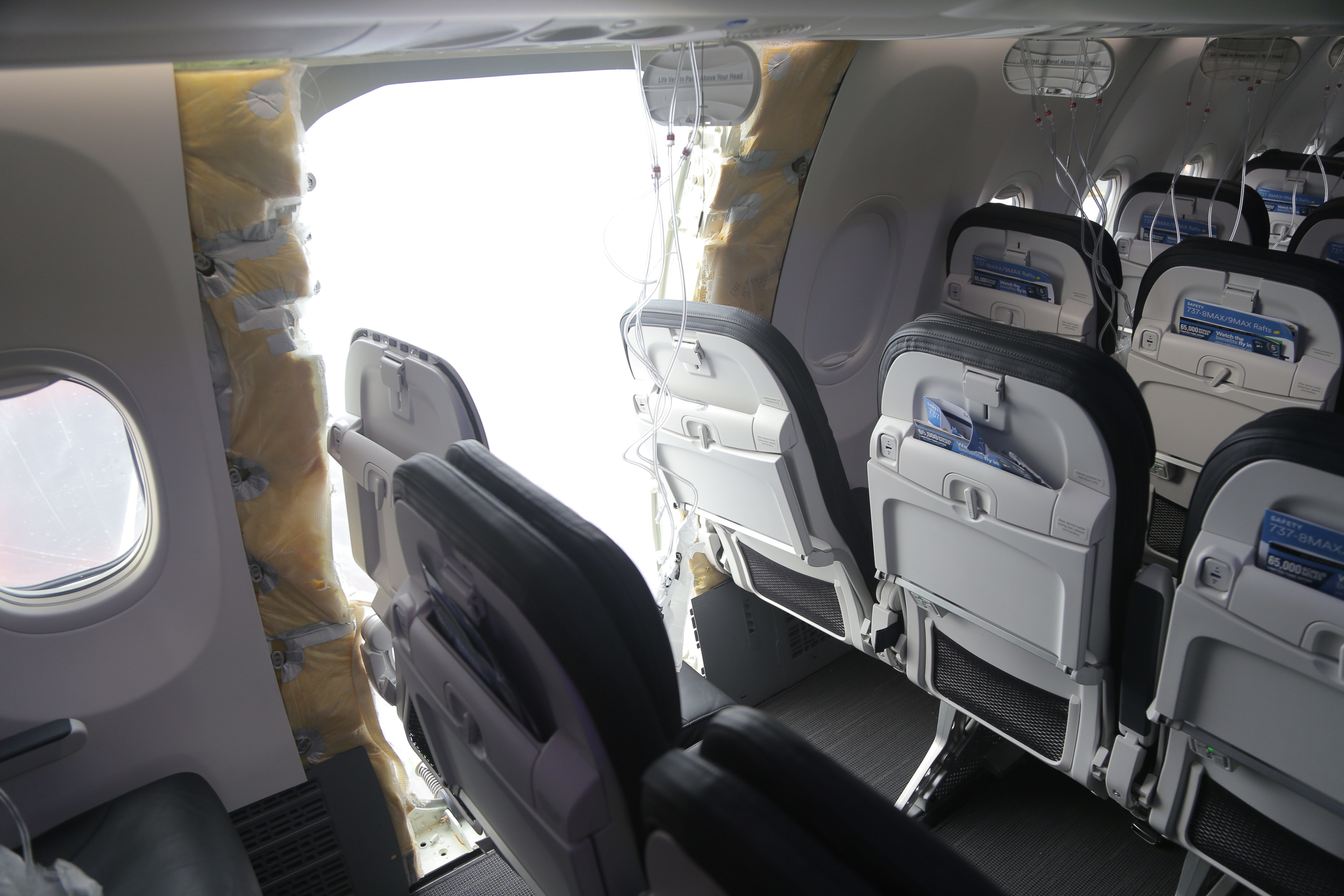
منظر داخلي بعد الحادث

تسبب حدث انخفاض الضغط في فتح باب قمرة القيادة واصطدامه بباب دورة المياه، والذي علق في البداية. وبعد عدة محاولات، تمكن أحد المضيفين من إغلاق باب قمرة القيادة. صُمم باب قمرة القيادة ليفتح في حالة حدوث انخفاض غير متحكم فيه في الضغط، لكن الطاقم لم يكن على علم بذلك. كما اندفعت قائمة المراجعة السريعة المغلفة المخزنة أسفل نوافذ قمرة القيادة في المقصورة. ونُزعت سماعة المساعد الأول، وسماعة الكابتن.
لوحظ أضرار داخلية غير هيكلية في الصفوف من 1 إلى 4، ومن 11 إلى 12، ومن 25 إلى 27، ومن 31 إلى 33، بما فيها تلف المقعد 25A، الذي فقد مسند رأسه وتعرض للالتواء، والمقعد 26A، الذي فقد مسند رأسه ووسادة ظهر المقعد بالإضافة إلى طاولة الطعام في الجزء الخلفي منه.
وفقًا لمتتبعي الرحلات الجوية، كانت الطائرة على ارتفاع 16,000 قدم (4,900 م) عندما وقع الحادث. قام الطيارون بهبوط اضطراري إلى 10,000 قدم (3,000 م) وعادوا إلى بورتلاند، حيث تمكنوا من الهبوط اضطراريًا في الساعة 5:27 مساءا. صعد رجال الإطفاء إلى الطائرة لفحص الإصابات بين الركاب.

## التداعيات
قامت شركة خطوط آلاسكا الجوية بتعليق أسطولها من طائرات 737 ماكس 9 المكون من 65 طائرة في الساعات التي تلت الحادث في 5 يناير. وصرحت الشركة لاحقا أن 18 طائرة كانت جاهزة للعودة إلى الخدمة في 6 يناير بعد التأكد من أن تلك الطائرات من طراز 737 ماكس 9 تم فحص سدادات الأبواب الخاصة بها كجزء من زيارة صيانة كاملة حديثة. ومع ذلك، في وقت لاحق من اليوم نفسه، في 6 يناير، أصدرت إدارة الطيران الفيدرالية توجيها طارئا للملاحة الجوية يقضي بتعليق جميع طائرات بوينج 737 ماكس 9 التي تحتوي على سدادة باب المقصورة الوسطى، في انتظار إجراء الفحص المطلوب واتخاذ الإجراءات التصحيحية عند الحاجة. قامت شركة الخطوط الجوية في ألاسكا بعد ذلك بإخراج الطائرات الثماني عشرة من الخدمة بعد صدور قرار من هيئة الطيران المدني. كما تأثرت شركة الخطوط الجوية المتحدة وشركة خطوط كوبا الجوية في بنما، اللتان تشغلان طائرات ماكس 9 في الولايات المتحدة. كما أوقفت الخطوط الجوية التركية وشركة ليون إير الإندونيسية أساطيلهما للإجراء الفحوصات. وفي 7 يناير، تبنت وكالة سلامة الطيران التابعة للاتحاد الأوروبي إرشادات إدارة الطيران الفيدرالية رغم أنها ذكرت أنه لا توجد شركة طيران في نطاق سلطتها القضائية تقوم حاليًا بتشغيل أي طائرة من طراز ماكس 9 ذات تكوين سدادة الباب.
عثر على سدادة باب المقصورة في الفناء الخلفي لمنزل في منطقة سيدار ميل، بالقرب من طريق أوريغون 217. وقد أُبلغ عن ذلك إلى المجلس الوطني لسلامة النقل في 7 يناير كما عثر أفراد من عامة الناس على هاتفين محمولين من الطائرة، أحدهما في الفناء الخلفي والآخر بجانب الطريق.
في 11 يناير، رفع ستة ركاب دعوى قضائية جماعية ضد شركة بوينج، مستشهدين بالإصابات التي لحقت بالركاب والصدمات النفسية التي تعرضوا لها.
أعلنت شركة طيران ألاسكا في 12 يناير عن إلغاء المزيد من الرحلات حتى يوم الثلاثاء 16 يناير، بما يعادل ما بين 110 إلى 150 رحلة يوميًا. في 17 يناير، أعلنت شركة طيران ألاسكا أن فنيي الصيانة والهندسة التابعين لها أكملوا عمليات الفحص الأولية لمجموعة من طائرات 737-9 ماكس بناءً على طلب إدارة الطيران الفيدرالية، وقدموا البيانات إلى شركة بوينج وإدارة الطيران الفيدرالية لمزيد من التحليل والتشاور. تم تمديد إلغاء الرحلات الجوية حتى يوم الأحد 21 يناير
في 21 يناير، أوصت إدارة الطيران الفيدرالية بإجراء فحوصات لسدادات الأبواب على متن طائرة بوينج 737-900ER، وهي نسخة سابقة من الطائرات غير تابعة لطراز 737 ماكس والتي تستخدم نفس نوع الباب المستخدم في طائرة الحادث. وقالت إدارة الطيران الفيدرالية إن عمليات التفتيش يجب أن "تضمن تثبيت الباب بشكل صحيح". وقالت الوكالة إن بعض المشغلين الذين أجروا عمليات تفتيش على هذه الطائرات "لاحظوا وجود مشكلات على البراغي أثناء الصيانة". وأضافت إدارة الطيران الفيدرالية أن طائرة 737-900ER لديها 11 مليون ساعة تشغيل ولم تواجه أي مشاكل مع سدادات الأبواب. وفي الولايات المتحدة، تستخدم خطوط ألاسكا ودلتا ويونايتد طائرة 737-900ER.
في 24 يناير، وافقت إدارة الطيران الفيدرالية على عملية تفتيش جديدة وسمحت لجميع طائرات 737 ماكس 9 المزودة بسدادات الأبواب بالعودة إلى الخدمة بعد اكتمال عمليات التفتيش بنجاح لكل طائرة. بدأت شركة خطوط آلاسكا الجوية وشركة الخطوط الجوية المتحدة في إعادة طائراتها من طراز 737 ماكس 9 إلى الخدمة يومي 26 و27 يناير على التوالي.
أفادت مجموعة ألاسكا الجوية في أبريل 2024 أن شركة بوينج دفعت حوالي 160 مليون دولار أمريكي كتعويض أولي لتعويض الضرر الناجم عن التوقف المؤقت لطائرات 737 ماكس 9. وتضمنت حزمة التعويضات أيضًا السماح لشركة ألاسكا بإعادة الطائرة المتأثرة إلى شركة بوينج، مما أدى إلى تقليل تكاليف التخزين والصيانة لشركة الطيران. وافقت شركة بوينج على دفع مبلغ إجمالي قدره 443 مليون دولار أمريكي لجميع عملاء طراز ماكس 9 لتعويضهم عن الخسائر الناجمة عن التوقف عن الطيران. ولإعادة بناء هيكل طائرة 737 داخل الشركة، أعلنت شركة بوينج في 30 يونيو أنها ستعيد شراء شركة Spirit AeroSystems في صفقة تبلغ قيمتها 4.7 مليار دولار أمريكي ومن المتوقع إتمامها في منتصف عام 2025.

## انظر أيضا

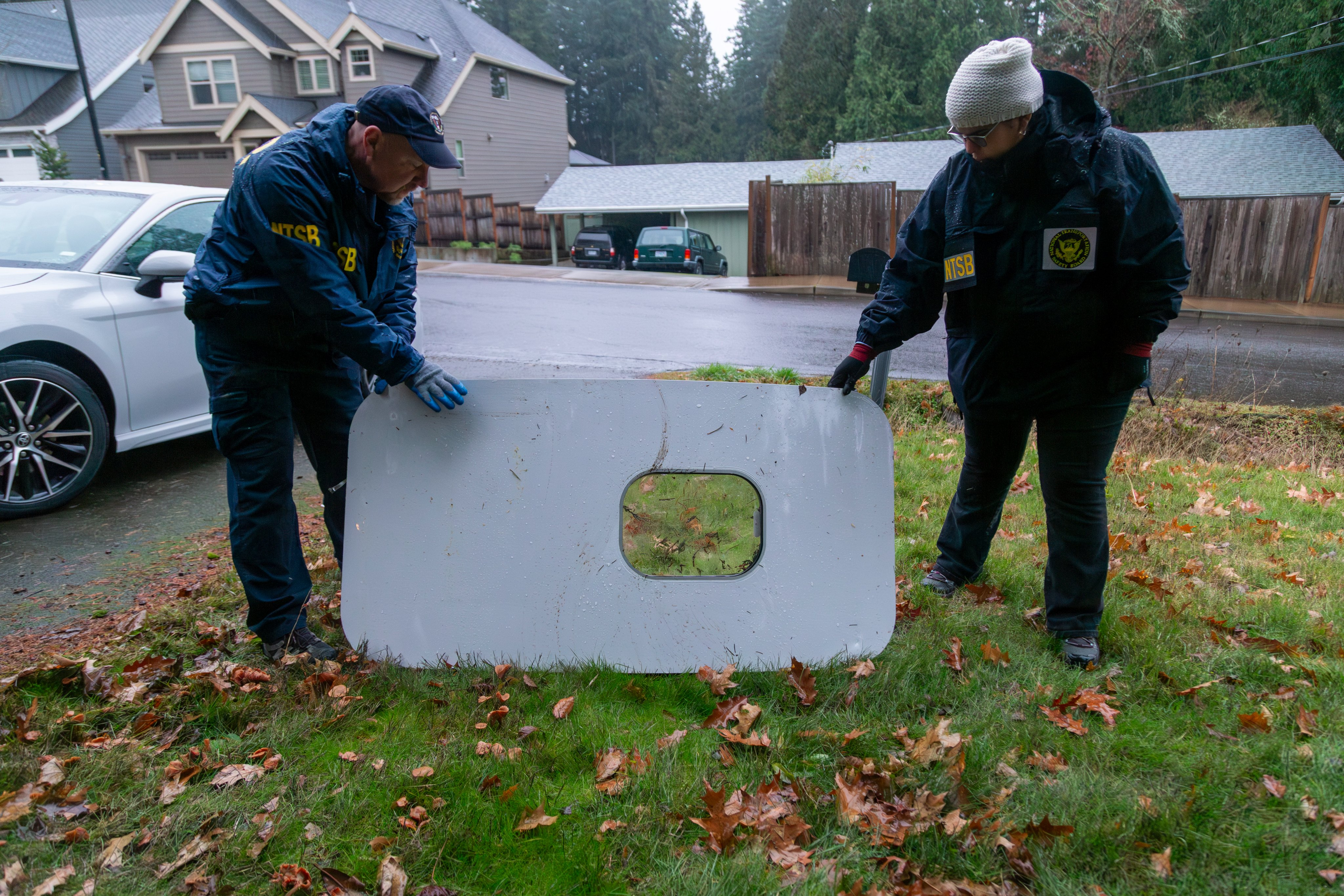
محققو المجلس الوطني لسلامة النقل مع سدادة الباب التي تم العثور عليها في الفناء الخلفي لمنزل في سيدار ميل، أوريغون

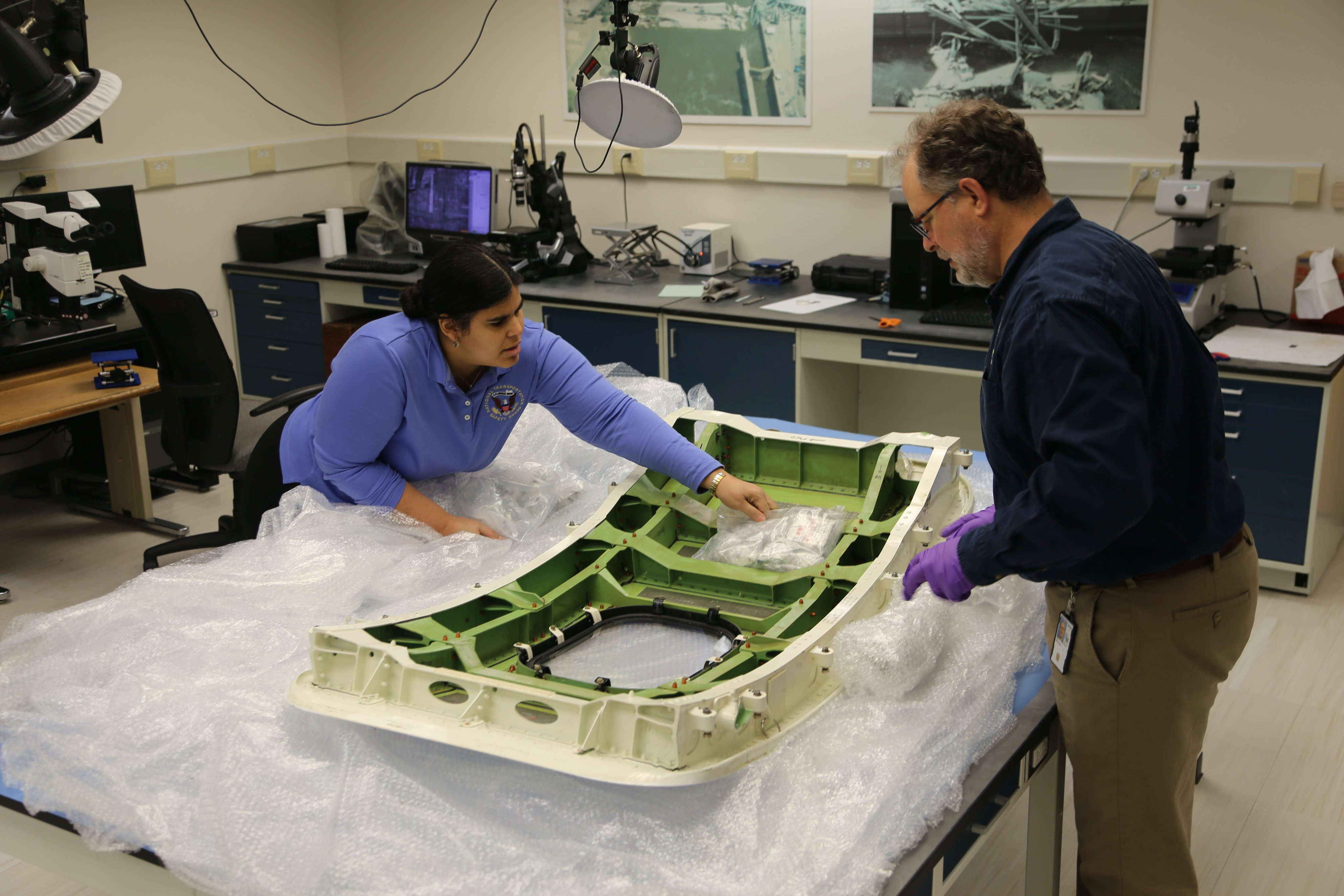
موظفو المجلس الوطني لسلامة النقل يفحصون سدادة الباب في مختبر المواد التابع للمجلس الوطني لسلامة النقل